# مونتری (ماساچوست)
مونتری، ماساچوست
مونتری (به انگلیسی: Monterey) شهرکی در شهرستان برکشایر ایالت ماساچوست می‌باشد که در سال ۱۸۴۷ بنیان‌گذاری شده‌است. این شهرک در سرشماری سال ۲۰۱۰ میلادی، ۹۶۱ نفر جمعیت داشته‌است.